# La línea se cortó
«La línea se cortó» es una canción interpretada por el grupo español Alaska y los Pegamoides, publicada como el segundo sencillo de su primer y único álbum de estudio, Grandes éxitos, en 1982 por Hispavox. Para la publicación del sencillo, graban una nueva versión interpretada por Alaska y Ana Curra, en la que la voz de Carlos Berlanga es reemplazada.  
Se trata de una canción new wave con un ritmo marcado por la percusión, acompañada de guitarras y voces de un coro. La letra de la canción habla de una relación repetitiva y confusa, sugiriendo una desconexión o falta de comunicación. 

## Antecedentes y publicación
Gracias al éxito de Grandes éxitos, el grupo realiza una gira por España, aunque Berlanga ya había dejado el grupo. Durante este tiempo, el sonido de la banda se inclina hacia el post-punk y el rock siniestro. Tras el verano, Nacho también abandona el grupo, y Alaska se da cuenta de que sus compañeros, Ana Curra y Eduardo Benavente, están más centrados en otro proyecto. Esto provoca una división en la banda, marcada por el consumo de heroína y la creación de dos bandos, lo que culmina en un enfrentamiento entre Benavente y Canut. Finalmente, Nacho deja Parálisis Permanente y se une a Dinarama. Finalmente se lanza un segundo sencillo, «La línea se cortó», con una versión grabada por Alaska y Curra, y en el lado B, la canción «Reacciones», que refleja el sonido post-punk de la época.

## Composición
Musicalmente hablando, «La línea se cortó» es una canción new wave compuesta en el compás de 4/4, alternando los acordes de mi menor y Do♯ menor. Do♯ menor actúa como la submediante del acorde mayor de do♯ mayor, que es relativo al mi menor. Este tipo de relación armónica, que involucra acordes a una distancia de una tercera mayor, se ha denominado «mediantes cromáticas» o «correspondencias de tercera lejanas», ya que, aunque los acordes están separados por una tercera, comparten una nota en común.

## Créditos y personal
| - Alaska: voz, producción - Ana Curra: voz, teclados, producción - Nacho Canut: composición, producción, bajo eléctrico, coros - Eduardo Benavente: composición, producción, guitarra, batería, coros - Carlos Berlanga: composición | - José María Díez: ingeniería de sonido - Gorka Duo: diseño, fotografía |

## Lista de canciones y formatos
| Sencillo de 7" |                              |          |  |
| N.º            | Título                       | Duración |  |
| 1.             | «La línea se cortó» (Re-Mix) | 4:27     |  |
| 2.             | «Reacciones»                 | 3:40     |  |